# Naismith-szabály

A szabály szemléltetése

A Naismith-szabály egy ökölszabály egy (túra)útvonal gyalogos megtételéhez szükséges időtartam megbecsülésére, és a következőképpen szól:
„Minden 5 kilométer megtételére 1 órát, és minden 600 méter emelkedésre további 1 órát kell számítani.”
Ebben az eredeti formában csak a jó erőnlétben levő túrázókra, észszerű terepviszonyokat feltételezve alkalmazható, beiktatott pihenők nélkül. Később több korrekciót is bevezettek (terepviszonyok, preferált sebesség, erőnlét).

## Megfogalmazások
A szabályt 1892-ben fogalmazta meg William Wilson Naismith skót hegymászó, a Scottish Mountaineering Club alapítója, egy természetjáró folyóiratban közölt cikkének konklúziójaként. A Cruach Ardrain, Stob Binnein, és Ben More hegyekben tett túra leírását a következő észrevétellel zárja:
Distance, ten miles; total climb, 6,300 feet; time, six and a half hours (including short halts). This tallies exactly with a simple formula, that may be found useful in estimating what time men in fair condition should allow for easy expeditions, namely, an hour for every three miles on the map, with an additional hour for every 2,000 feet of ascent.
Vagyis tíz mérföldes, 6300 láb nettó szintemelkedésű utat hat és fél óra alatt járt végig, és ebből arra következtetett, hogy egy óra szükséges minden három mérföld megtételéhez, és további egy óra minden 2000 lábnyi emelkedéshez.
A fentivel egyenértékű kijelentések:
- Metrikusan: Egy óra szükséges minden 5 kilométer megtételéhez, és további egy óra minden 600 méternyi emelkedéshez.[2]
- Tempó: Egy kilométer megtételéhez 12 perc, plusz 100 méter emelkedő leküzdéséhez további 10 perc szükséges.[5]

### Scarf-ekvivalencia
A Naismith-szabály lehetővé teszi a magasságkülönbségek átszámítását erőfeszítésben egyenértékű, de szintkülönbség nélküli távolságra. Gyakorlatilag egy „effektív távolságot” kapunk, ennek pedig az az előnye, hogy nem függ a sebességtől: a túrázó saját gyaloglási sebességét alkalmazhatja az időtartam kiszámításához (a Naismith-szabályban szereplő 5 km/h helyett).
Konkrétan ha három mérföld (15 840 láb) megtétele ugyanannyi erőfeszítést igényel, mint 2000 láb emelkedő leküzdése, akkor kijelenthető, hogy 1 egységnyi emelkedés 7,92 egységnyi vízszintes útnak felel meg. Ez az úgynevezett Scarf-ekvivalencia, amelyet Philip Scarf jelentett ki először. A kerékpáros adatok elemzése hasonló arányt (1:8,2) sugall. Scarf javaslata szerint a férfi túrázók és terepfutók 1:8, a hölgyek pedig 1:10 arányt kell használjanak a szintkülönbség és a vízszintes távolság közötti átszámításhoz.
Például ha egy útvonal 12 kilométer hosszú és 650 méter nettó szintemelkedést tartalmaz, akkor az 1:8 arányt használva az ekvivalens vízszintes távolság 12 + (0,65 × 8) = 17,2 kilométer. Feltételezve, hogy a túrázó 5 km/h sebességgel halad vízszintes úton, az út 3 óra 26 percet tart (szintkülönbség nélkül 2 óra 24 perc lenne).

## Korrekciók

A Naismith-szabályból (piros) és a Langmuir-korrekciókból (sötétkék) számított gyaloglási sebesség a meredekség függvényében, összehasonlítva a Tobler-függvénnyel (zöld).

A 19. században kijelentett ökölszabály ma már túlhaladottnak tekinthető, és egyes körülményeket (például erőnlét) vagy helyzeteket (például lejtőn való ereszkedés, nehéz terep) nem is vesz figyelembe. Ennek ellenére meglepően jó becsléseket eredményez; egy túrázókkal készült statisztika szerint a Naismith-szabály 81%-os pontossággal jósolja meg az időket (20 túrából 19-en 8,8%-os pontossággal jósolta meg). Egyszerűsége miatt ma is igen elterjedt; a Magyar Természetjáró Szövetség is ez alapján számolja a túraösvényekhez rendelt időket.
Ezzel párhuzamosan viszont több korrekciót is alkalmaztak rá, bár nem létezik egyszerű szabály, amely a természeti körülmények és az egyéni képességek teljes sokféleségét lefedné.

### Aitken-korrekció
Robert Aitken (1977) a következő változtatást vezette be: a víszszintes úton alkalmazott 5 km/h sebesség csak ösvényekre, földutakra, épített utakra alkalmazandó; minden más talajon 4 km/h-val kell számolni.

### Gillean-szabály
Ifjúsági túracsoportok számára Gillean a következőképpen módosította a Naismith-szabály állandóit: Egy óra szükséges minden 4,5 kilométer megtételéhez, és további egy óra minden 450 méternyi emelkedéshez.

### Langmuir-korrekciók
A Naismith-szabály csak az emelkedést veszi figyelembe, az ereszkedő szakaszokat nem. Eric Langmuir (1984) a következő kiegészítéseket vezette be: 5-12º-os lejtőn haladva minden 300 méter szintkülönbségnél 10 percet kell levonni a becsült időből, 12º-nál meredekebb lejtőnél pedig 300 méternél 10 percet kell hozzáadni.

### Tranter-táblázat
A Naismith-szabály jó fizikai erőnlétű túrázókra alkalmas, akik egy óra alatt 5 kilométer megtételére képesek. Tranter a kiszámolt időt az erőnlét függvényében korrigálta; ezt az „erőnlétet” úgy határozta meg, mint a szükséges időtartam (percben) egy 800 méter hosszú, 20º-os emelkedésű útvonal végigjárásához.
| Erőnlét (perc) | A Naismith-szabállyal becsült idő (óra) | A Naismith-szabállyal becsült idő (óra) | A Naismith-szabállyal becsült idő (óra) | A Naismith-szabállyal becsült idő (óra) | A Naismith-szabállyal becsült idő (óra) | A Naismith-szabállyal becsült idő (óra) | A Naismith-szabállyal becsült idő (óra) | A Naismith-szabállyal becsült idő (óra) | A Naismith-szabállyal becsült idő (óra) | A Naismith-szabállyal becsült idő (óra) | A Naismith-szabállyal becsült idő (óra) | A Naismith-szabállyal becsült idő (óra) | A Naismith-szabállyal becsült idő (óra) | A Naismith-szabállyal becsült idő (óra) | A Naismith-szabállyal becsült idő (óra) | A Naismith-szabállyal becsült idő (óra) |
| Erőnlét (perc) | 2                                       | 3                                       | 4                                       | 5                                       | 6                                       | 7                                       | 8                                       | 9                                       | 10                                      | 12                                      | 14                                      | 16                                      | 18                                      | 20                                      | 22                                      | 24                                      |
| 15 (nagyon jó) | 1                                       | 1½                                      | 2                                       | 2¾                                      | 3½                                      | 4½                                      | 5½                                      | 6¾                                      | 7¾                                      | 10                                      | 12½                                     | 14½                                     | 17                                      | 19½                                     | 22                                      | 24                                      |
| 20             | 1¼                                      | 2¼                                      | 3¼                                      | 4½                                      | 5½                                      | 6½                                      | 7¾                                      | 8¾                                      | 10                                      | 12½                                     | 15                                      | 17½                                     | 20                                      | 23                                      |                                         |                                         |
| 25             | 1½                                      | 3                                       | 4¼                                      | 5½                                      | 7                                       | 8½                                      | 10                                      | 11½                                     | 13¼                                     | 15                                      | 17½                                     |                                         |                                         |                                         |                                         |                                         |
| 30             | 2                                       | 3½                                      | 5                                       | 6¾                                      | 8½                                      | 10½                                     | 12½                                     | 14½                                     |                                         |                                         |                                         |                                         |                                         |                                         |                                         |                                         |
| 40             | 2¾                                      | 4¼                                      | 5¾                                      | 7½                                      | 9½                                      | 11½                                     |                                         |                                         |                                         |                                         |                                         |                                         |                                         |                                         |                                         |                                         |
| 50 (rossz)     | 3¼                                      | 4¾                                      | 6½                                      | 8½                                      |                                         |                                         |                                         |                                         |                                         |                                         |                                         |                                         |                                         |                                         |                                         |                                         |

Például ha a Naismith-szabállyal becsült idő 6 óra, és az erőnlét 30, akkor a várható időtartam 8 és fél óra.
Az üresen hagyott mezők azt jelzik, hogy az adott erőnléttel a túra teljesítése nem lehetséges.

## Hasonló szabályok
A Tobler-függvény a Naismith-szabálynál pontosabban becsüli meg a sebességet a meredekségből, és sokkal jobb alternatívája a Langmuir-korrekciónak. Azonban a gyakorlatban nem alkalmazható könnyen, ugyanis képlete exponenciális függvényt tartalmaz.